# Breve storia della vita privata
Breve storia della vita privata (titolo originale completo At Home: A Short History of Private Life) è un saggio del giornalista e scrittore statunitense Bill Bryson, edito in originale nel 2010 e pubblicato in Italia da Ugo Guanda Editore nel 2011. Il libro è una raccolta di approfondimenti su temi di vario genere, il cui motivo ispiratore è l'abitazione in cui vive l'autore.

## Contenuto
Dopo Breve storia di (quasi) tutto, Bryson scopre che sono ancora molte le cose di cui è all'oscuro e che casa propria ne è un notevole contenitore. Decide quindi di compiere un viaggio nel tempo, rimanendo tra le mura dell'ex canonica di campagna del Norfolk dove vive con la sua famiglia, seguendo le storie degli spazi ed oggetti che lo circondano.
Partendo dall'anno di costruzione dell'edificio, il 1851, spinge lo sguardo fino agli albori dell'urbanizzazione, tra scoperte archeologiche affascinanti come il villaggio di Skara Brae nelle Orcadi, e domande senza risposta, come quelle che riguardano la domesticazione di mais e patate, o la singolare comunità di Çatalhöyük. Seguendo la disposizione degli ambienti, esplora per primo l'atrio (hall), anticamente il centro nevralgico della casa ed oggi semplice accesso senza funzioni peculiari, passando quindi per cucina, retrocucina e dispensa, luoghi dove la servitù in epoca vittoriana veniva relegata per gran parte della giornata, e dove era destinata a compiti molto gravosi.
Il passo successivo lo porta alla scatola dei fusibili, spunto per una digressione sull'evoluzione dell'illuminazione domestica, dalle candele all'elettricità. Il salotto invece rimanda alla nascita di una ricchezza opulenta che trasformò architetti come John Vanbrugh, Robert Adam e James Wyatt in personalità di grande successo, rendendoli a volte eccessivamente ambiziosi nei loro progetti, con risultati rovinosi. Solo con l'avvento di una media borghesia si ebbe però il fiorire di una produzione oggettistica votata all'arredamento e alla funzionalità su larga scala, di cui Thomas Chippendale fu uno degli esponenti più illustri. In sala da pranzo i protagonisti diventano vitamine, sali minerali e spezie, tra cui la più amata dal popolo anglosassone, il tè.
Un salto in cantina diventa occasione di indagine sui vari materiali da costruzione e sulla loro influenza nello sviluppo umano. L'andito è a sua volta ispirazione per una panoramica sulla Gilded Age americana, sui suoi non sempre impeccabili protagonisti, e sull'invenzione più rivoluzionaria del periodo, il telefono. La predilezione dei roditori per lo studio di casa spinge Bryson ad approfondire l'influenza del mondo animale sulla nostra vita di ogni giorno. Una visita al giardino porta il discorso verso i grandi progettisti di tenute e parchi inglesi ed americani, per passare quindi ai fertilizzanti, con la scoperta del guano e dei primi sostituti chimici, finendo con nascita e sviluppo del tagliaerba.
L'ultima stanza del piano terra ed i suoi elaborati fregi conducono invece a Vicenza, dove Andrea Palladio sviluppò uno stile architettonico di straordinario successo, fornendo modello ed ispirazione anche a due padri della nascente nazione americana, Thomas Jefferson e George Washington. Le scale portano finalmente al primo piano, e ai pericoli nascosti che una casa poteva presentare per chi ci abitava. In camera da letto impossibile non parlare dell'idiosincrasia per tutto quello che riguardava il sesso nell'epoca vittoriana, e per le altrettanto singolari ansie riguardo dolore e morte.
La stanza da bagno è invece necessariamente legata alla storia dell'igiene del corpo, e ai problemi affrontati nel passato da Londra a causa dell'inadeguatezza del suo sistema fognario. Lo spogliatoio a sua volta si presta ad una retrospettiva su vestiti e mode, dagli abiti indossati da Ötzi fino alle più strampalate parrucche, e sulle innovazioni tecnologiche che hanno dato il via alla rivoluzione industriale. La camera dei bambini fornisce l'occasione per un esame sulla condizione dei minori durante l'epoca moderna, molto difficile e pericolosa per chi nasceva in situazione di indigenza (la maggioranza), ma abbastanza penosa e povera di affetti anche per i figli dei più abbienti. Il libro si conclude dove era iniziato, nella soffitta di casa Bryson, divenuta tale per la progressiva perdita di influenza economica e sociale dei sacerdoti anglicani che un tempo vi abitavano, uno dei tanti cambiamenti che si producono con regolarità in questo nostro mondo, e che costituiranno una sfida formidabile per le generazioni future.

## Critica
Il libro ha ottenuto recensioni in gran parte favorevoli. In particolare è stata apprezzata la capacità divulgativa mostrata nell'unire l'approfondimento con il tipico humor dell'autore, mantenendo così la scrittura brillante e sempre godibile.
Non sono mancate però alcune critiche per l'eccessiva liberalità nell'accostare argomenti slegati tra loro, dando l'impressione di scelte che in alcuni passaggi appaiono motivate dalla volontà dell'autore, piuttosto che da una logica di qualsiasi ordine.

## Edizioni
- Bill Bryson, Breve storia della vita privata, traduzione di Stefano Bortolussi, Guanda, 2011  [2010], ISBN 978-88-6088-415-2.